# Joe Cocker (album)
Joe Cocker è un del album cantante Joe Cocker. Registrato tra il 1971 e il 1972, è stato distribuito nel 1972, edito da A&M Records.
Nel 1998, il disco è stato rimasterizzato e distribuito con il titolo Something to Say.

## Tracce
Tutte le tracce sono state composte da Joe Cocker e da Chris Stainton. Le eccezioni sono indicate tra parentesi.

### Lato A
1. Pardon Me Sir – 3:37
2. High Time We Went – 4:25
3. She Don't Mind – 3:13
4. Black-Eyed Blues – 4:37
5. Something to Say – 5:00

### Lato B
1. Midnight Rider (Gregg Allman) – 4:00
2. Do Right Woman (live) (Dan Penn, Chips Moman) – 7:00
3. Woman to Woman – 4:26
4. St. James Infirmary Blues (live) (Frey Assunto) – 6:10